# Karl Feuerbach

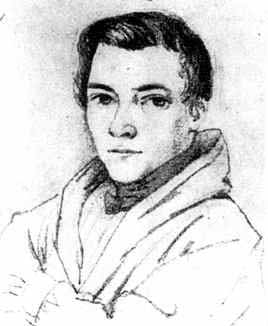
Karl Wilhelm Feuerbach

Karl Wilhelm Feuerbach (Jena, 30 mei 1800 – Erlangen, 12 maart 1834) was een Duits wiskundige, naar wie de cirkel van Feuerbach van een driehoek is vernoemd. Deze cirkel is door hem beschreven in een verhandeling die hij 1822 publiceerde. Ook dragen een met die cirkel samenhangend punt en driehoek zijn naam.
De cirkel van Feuerbach wordt in de wiskundige literatuur ook wel negenpuntscirkel of Euler-cirkel genoemd. De eigenschappen van de cirkel zijn samengevat in de stelling van Feuerbach.
Karl was een zoon van Paul Johann Anselm von Feuerbach, die onder meer hoogleraar rechtswetenschappen was aan de Universiteit van Jena, en een oudere broer van de filosoof Ludwig Feuerbach. Hij studeerde aan de Universiteit van Erlangen en aan die van Freiburg (Breisgau). Tijdens zijn studie was hij lid van de Landsmannschaft der Ansbacher en in 1817 medeoprichter van de Alte Erlanger Burschenschaft (beide waren studentenverenigingen). In 1820 trad hij toe tot de Freiburger Burschenshaft. In 1823, na zijn studie, werd hij leraar wiskunde aan het gymnasium in Erlangen.
In mei 1824 werd hij tijdens de eerste golf van de zogeheten Demagogenverfolgung (vervolging van nationaal-liberalen in de Duitse Bond, van vooral studenten) gearresteerd en naar München overgebracht. Tijdens zijn hechtenis deed hij twee zelfmoordpogingen. In mei 1825 werd de onderzoeksprocedure tegen hem stopgezet en werd hij onschuldig verklaard. Hij was na zijn vrijlating gedurende korte tijd leraar aan het gymnasium in Hof. In 1828 keerde hij terug naar het gymnasium in Erlangen, maar zijn dienstverband werd in dat zelfde jaar beëindigd, nadat hij zijn leerlingen met een zwaard had bedreigd.

## Publicaties

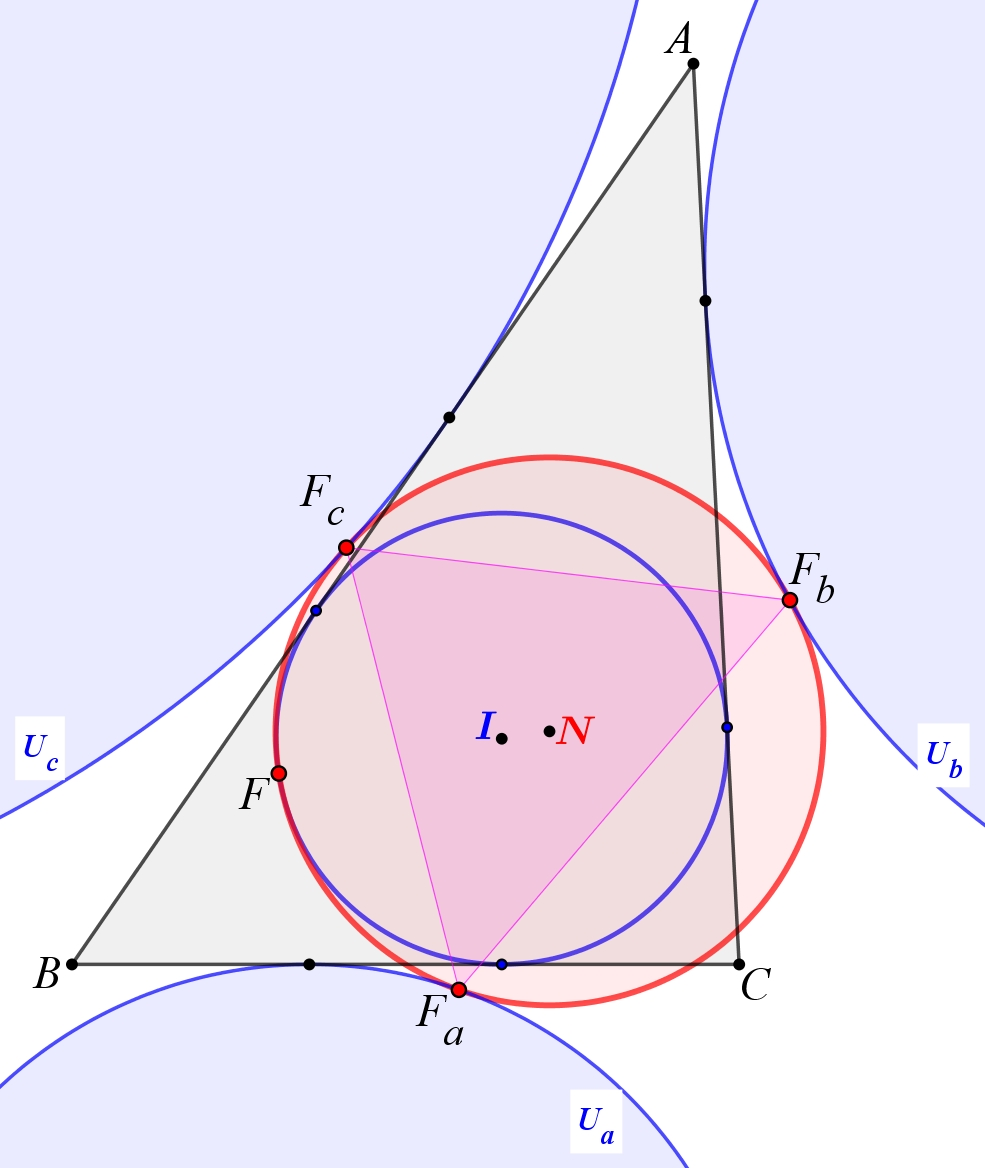
Illustratie van de stelling van Feuerbach met de Feuerbach-driehoek

- 1822: Eigenschaften einiger merkwürdigen Punkte des geradlinigen Dreiecks und mehrerer durch sie bestimmten Linien und Figuren. Eine analytisch-trigonometrische Abhandlung (Riegel & Wiessner, Nürnberg)[2]
- 1827: Grundriß zu analytischen Untersuchungen der dreieckigen Pyramide (Riegel & Wiessner, Nürnberg)

In dit laatste boek introduceerde Feuerbach, onafhankelijk van Möbius, maar min of meer tegelijkertijd, het gebruik van homogene coördinaten.